# La Madrid Challenge by La Vuelta 2018
La 4e édition de La Madrid Challenge by La Vuelta a lieu du 15 au 16 septembre 2018. C'est l'avant-dernière épreuve de l'UCI World Tour féminin 2018. Elle se court pour la première fois par étapes. La deuxième étape se déroule en lever de rideau de la 21e étape du Tour d'Espagne 2018 qui s'est terminée à Madrid.

## Parcours
Le contre-la-montre par équipes effectue un aller-retour sur une route. Il est en faux-plat.
Le parcours de la deuxième étape diffère de celui des années précédentes.

## Équipes
| Équipes féminines professionnelles (20)- Alé Cipollini - Bepink - Bizkaia-Durango - BTC City Ljubljana - Cogeas - Cylance - Doltcini-Van Eyck Sport - FDJ-Nouvelle Aquitaine-Futuroscope - Health Mate-Cyclelive Team - Hitec Products-Birk Sport - Lotto Soudal Ladies - Mitchelton-Scott - Movistar Team - Parkhotel Valkenburg-Destil - Sopela Women's Team - Sunweb - Swapit Agolico - Valcar PBM - Wiggle High5 - WNT-Rotor Pro Cycling Équipe nationale- Espagne |
| |

## Étapes
| Étape     | Date     | Villes étapes                           | type                         | Distance (km) | Vainqueur d'étape | Leader du classement général |
| --------- | -------- | --------------------------------------- | ---------------------------- | ------------- | ----------------- | ---------------------------- |
| 1re étape | 15 sept. | Boadilla del Monte – Boadilla del Monte | contre-la-montre par équipes | 12,6          | Sunweb            | Leah Kirchmann               |
| 2e étape  | 16 sept. | Madrid – Madrid                         | étape de plaine              | 100,3         | Giorgia Bronzini  | Ellen van Dijk               |

## Favorites
L'équipe Sunweb est favorite pour le contre-la-montre par équipes. Pour la course en ligne, Jolien D'Hoore est favorite à sa propre succession. Les autres sprinteuses au départ sont : Roxane Fournier, Marta Bastianelli, Giorgia Bronzini, Kirsten Wild, Chloe Hosking et Elisa Balsamo.

## Récit de la course
La formation Sunweb remporte le contre-la-montre par équipes devant l'équipe Wiggle High5,.
Sur la course en ligne, à mi-course, Rossella Ratto attaque. Elle est rejointe par diverse coureuses. Elles sont dix-neuf et compte jusqu'à une minute d'avance. Ellen van Dijk, Audrey Cordon et Ilaria Sanguineti engrangent les points et bonifications des sprints intermédiaires. Derrière, la formation Alé Cipollini mène la chasse. Coralie Demay et  Malgorzata Jasinska sortent de l'échappée et entame l'avant-dernier tour avec vingt-quatre secondes d'avance sur l'échappée. À sept kilomètres de la ligne, le duo est repris. Olga Zabelinskaya mène alors le groupe. Sara Martín attaque à son tour, mais Zabelinskaya veille. À la flamme rouge, l'échappée ouvre toujours la route. Charlotte Becker lance le sprint aux trois cents mètres. Sarah Roy la suit, devançant Giorgia Bronzini. Finalement, l'Italienne vient devancer les deux autres dans les tout derniers mètres. Elle remporte ainsi la dernière course de sa carrière. Lorena Wiebes gagne le sprint du peloton.

## Déroulement de la course

### 1reétape
| \| Classement de l'étape \| Classement de l'étape \| Classement de l'étape \| Classement de l'étape \| Classement de l'étape \| Classement de l'étape \| \| Équipe \| Équipe \| Pays \| Temps \| Écart de temps \| Vitesse moy. \| \| --------------------- \| ---------------------------------- \| --------------------- \| --------------------- \| --------------------- \| --------------------- \| \| 1re \| Sunweb \| Pays-Bas \| 17 min 40 s \| 0 s \| 42.792 km/h \| \| 2e \| Wiggle High5 \| Royaume-Uni \| 17 min 58 s \| + 18 s \| 42.078 km/h \| \| 3e \| Mitchelton-Scott \| Australie \| 18 min 26 s \| + 46 s \| 41.013 km/h \| \| 4e \| BTC City Ljubljana \| Slovénie \| 18 min 32 s \| + 52 s \| 40.791 km/h \| \| 5e \| Cogeas \| Russie \| 18 min 50 s \| + 1 min 10 s \| 40.142 km/h \| \| 6e \| Valcar PBM \| Italie \| 18 min 54 s \| + 1 min 14 s \| 40.000 km/h \| \| 7e \| Movistar Team \| Espagne \| 18 min 54 s \| + 1 min 14 s \| 40.000 km/h \| \| 8e \| FDJ-Nouvelle Aquitaine-Futuroscope \| France \| 19 min 02 s \| + 1 min 22 s \| 39.720 km/h \| \| 9e \| Alé Cipollini \| Italie \| 19 min 04 s \| + 1 min 24 s \| 39.650 km/h \| \| 10e \| Parkhotel Valkenburg-Destil \| Pays-Bas \| 19 min 04 s \| + 1 min 24 s \| 39.650 km/h \| |                                    |             |             |                |              |
| |                                    |             |             |                |              |
| Source : ProCyclingStats |                                    |             |             |                |              |
| Classement de l'étape |                                    |             |             |                |              |
| Équipe | Équipe                             | Pays        | Temps       | Écart de temps | Vitesse moy. |
| 1re | Sunweb                             | Pays-Bas    | 17 min 40 s | 0 s            | 42.792 km/h  |
| 2e | Wiggle High5                       | Royaume-Uni | 17 min 58 s | + 18 s         | 42.078 km/h  |
| 3e | Mitchelton-Scott                   | Australie   | 18 min 26 s | + 46 s         | 41.013 km/h  |
| 4e | BTC City Ljubljana                 | Slovénie    | 18 min 32 s | + 52 s         | 40.791 km/h  |
| 5e | Cogeas                             | Russie      | 18 min 50 s | + 1 min 10 s   | 40.142 km/h  |
| 6e | Valcar PBM                         | Italie      | 18 min 54 s | + 1 min 14 s   | 40.000 km/h  |
| 7e | Movistar Team                      | Espagne     | 18 min 54 s | + 1 min 14 s   | 40.000 km/h  |
| 8e | FDJ-Nouvelle Aquitaine-Futuroscope | France      | 19 min 02 s | + 1 min 22 s   | 39.720 km/h  |
| 9e | Alé Cipollini                      | Italie      | 19 min 04 s | + 1 min 24 s   | 39.650 km/h  |
| 10e | Parkhotel Valkenburg-Destil        | Pays-Bas    | 19 min 04 s | + 1 min 24 s   | 39.650 km/h  |

| \| Classement général \| Classement général \| Classement général \| Classement général \| Classement général \| \| Coureuse \| Coureuse \| Pays \| Équipe \| Temps \| \| ------------------ \| -------------------- \| ------------------ \| ------------------ \| ------------------ \| \| 1re \| Leah Kirchmann \| Canada \| Sunweb \| 17 h 40 min 00 s \| \| 2e \| Coryn Rivera \| États-Unis \| Sunweb \| + 0 s \| \| 3e \| Ellen van Dijk \| Pays-Bas \| Sunweb \| + 0 s \| \| 4e \| Liane Lippert \| Allemagne \| Sunweb \| + 0 s \| \| 5e \| Audrey Cordon-Ragot \| France \| Wiggle High5 \| + 18 s \| \| 6e \| Elisa Longo Borghini \| Italie \| Wiggle High5 \| + 18 s \| \| 7e \| Emilia Fahlin \| Suède \| Wiggle High5 \| + 18 s \| \| 8e \| Lisa Brennauer \| Allemagne \| Wiggle High5 \| + 18 s \| \| 9e \| Kirsten Wild \| Pays-Bas \| Wiggle High5 \| + 18 s \| \| 10e \| Gracie Elvin \| Australie \| Mitchelton-Scott \| + 46 s \| |                      |            |                  |                  |
| |                      |            |                  |                  |
| Source : ProCyclingStats |                      |            |                  |                  |
| Classement général |                      |            |                  |                  |
| Coureuse | Coureuse             | Pays       | Équipe           | Temps            |
| 1re | Leah Kirchmann       | Canada     | Sunweb           | 17 h 40 min 00 s |
| 2e | Coryn Rivera         | États-Unis | Sunweb           | + 0 s            |
| 3e | Ellen van Dijk       | Pays-Bas   | Sunweb           | + 0 s            |
| 4e | Liane Lippert        | Allemagne  | Sunweb           | + 0 s            |
| 5e | Audrey Cordon-Ragot  | France     | Wiggle High5     | + 18 s           |
| 6e | Elisa Longo Borghini | Italie     | Wiggle High5     | + 18 s           |
| 7e | Emilia Fahlin        | Suède      | Wiggle High5     | + 18 s           |
| 8e | Lisa Brennauer       | Allemagne  | Wiggle High5     | + 18 s           |
| 9e | Kirsten Wild         | Pays-Bas   | Wiggle High5     | + 18 s           |
| 10e | Gracie Elvin         | Australie  | Mitchelton-Scott | + 46 s           |

### 2eétape
| \| Classement de l'étape \| Classement de l'étape \| Classement de l'étape \| Classement de l'étape \| Classement de l'étape \| \| Coureuse \| Coureuse \| Pays \| Équipe \| Temps \| \| --------------------- \| --------------------- \| --------------------- \| ------------------------- \| --------------------- \| \| 1re \| Giorgia Bronzini \| Italie \| Cylance \| 2 h 17 min 28 s \| \| 2e \| Sarah Roy \| Australie \| Mitchelton-Scott \| + 0 s \| \| 3e \| Charlotte Becker \| Allemagne \| Hitec Products-Birk Sport \| + 0 s \| \| 4e \| Ilaria Sanguineti \| Italie \| Valcar PBM \| + 0 s \| \| 5e \| Audrey Cordon-Ragot \| France \| Wiggle High5 \| + 0 s \| \| 6e \| Ellen van Dijk \| Pays-Bas \| Sunweb \| + 0 s \| \| 7e \| Lucinda Brand \| Pays-Bas \| Sunweb \| + 0 s \| \| 8e \| Małgorzata Jasińska \| Pologne \| Movistar Team \| + 0 s \| \| 9e \| Roxane Knetemann \| Pays-Bas \| Alé Cipollini \| + 0 s \| \| 10e \| Polona Batagelj \| Slovénie \| BTC City Ljubljana \| + 0 s \| |                     |           |                           |                 |
| |                     |           |                           |                 |
| |                     |           |                           |                 |
| Classement de l'étape |                     |           |                           |                 |
| Coureuse | Coureuse            | Pays      | Équipe                    | Temps           |
| 1re | Giorgia Bronzini    | Italie    | Cylance                   | 2 h 17 min 28 s |
| 2e | Sarah Roy           | Australie | Mitchelton-Scott          | + 0 s           |
| 3e | Charlotte Becker    | Allemagne | Hitec Products-Birk Sport | + 0 s           |
| 4e | Ilaria Sanguineti   | Italie    | Valcar PBM                | + 0 s           |
| 5e | Audrey Cordon-Ragot | France    | Wiggle High5              | + 0 s           |
| 6e | Ellen van Dijk      | Pays-Bas  | Sunweb                    | + 0 s           |
| 7e | Lucinda Brand       | Pays-Bas  | Sunweb                    | + 0 s           |
| 8e | Małgorzata Jasińska | Pologne   | Movistar Team             | + 0 s           |
| 9e | Roxane Knetemann    | Pays-Bas  | Alé Cipollini             | + 0 s           |
| 10e | Polona Batagelj     | Slovénie  | BTC City Ljubljana        | + 0 s           |

## Classements finals

### Classement général final
| \| Classement général \| Classement général \| Classement général \| Classement général \| Classement général \| \| Coureuse \| Coureuse \| Pays \| Équipe \| Temps \| \| ------------------ \| -------------------- \| ------------------ \| ------------------ \| ------------------ \| \| 1re \| Ellen van Dijk \| Pays-Bas \| Sunweb \| 2 h 35 min 03 s \| \| 2e \| Coryn Rivera \| États-Unis \| Sunweb \| + 11 s \| \| 3e \| Audrey Cordon-Ragot \| France \| Wiggle High5 \| + 15 s \| \| 4e \| Leah Kirchmann \| Canada \| Sunweb \| + 18 s \| \| 5e \| Liane Lippert \| Allemagne \| Sunweb \| + 18 s \| \| 6e \| Emilia Fahlin \| Suède \| Wiggle High5 \| + 29 s \| \| 7e \| Lisa Brennauer \| Allemagne \| Wiggle High5 \| + 36 s \| \| 8e \| Elisa Longo Borghini \| Italie \| Wiggle High5 \| + 36 s \| \| 9e \| Sarah Roy \| Australie \| Mitchelton-Scott \| + 41 s \| \| 10e \| Polona Batagelj \| Slovénie \| BTC City Ljubljana \| + 57 s \| |                      |            |                    |                 |
| |                      |            |                    |                 |
| Source : ProCyclingStats |                      |            |                    |                 |
| Classement général |                      |            |                    |                 |
| Coureuse | Coureuse             | Pays       | Équipe             | Temps           |
| 1re | Ellen van Dijk       | Pays-Bas   | Sunweb             | 2 h 35 min 03 s |
| 2e | Coryn Rivera         | États-Unis | Sunweb             | + 11 s          |
| 3e | Audrey Cordon-Ragot  | France     | Wiggle High5       | + 15 s          |
| 4e | Leah Kirchmann       | Canada     | Sunweb             | + 18 s          |
| 5e | Liane Lippert        | Allemagne  | Sunweb             | + 18 s          |
| 6e | Emilia Fahlin        | Suède      | Wiggle High5       | + 29 s          |
| 7e | Lisa Brennauer       | Allemagne  | Wiggle High5       | + 36 s          |
| 8e | Elisa Longo Borghini | Italie     | Wiggle High5       | + 36 s          |
| 9e | Sarah Roy            | Australie  | Mitchelton-Scott   | + 41 s          |
| 10e | Polona Batagelj      | Slovénie   | BTC City Ljubljana | + 57 s          |

### UCI World Tour

#### Points attribués
| Position           | 1er | 2e  | 3e  | 4e  | 5e | 6e | 7e | 8e | 9e | 10e | 11e | 12e | 13e | 14e | 15e | 16e à 30e | 31e à 40e |
| Classement général | 200 | 150 | 125 | 100 | 85 | 70 | 60 | 50 | 40 | 35  | 30  | 25  | 20  | 15  | 10  | 5         | 3         |

### Classements annexes

#### Classement par points
| Classement par points | Classement par points | Classement par points | Classement par points              | Classement par points |
| Coureuse              | Coureuse              | Pays                  | Équipe                             | Points                |
| --------------------- | --------------------- | --------------------- | ---------------------------------- | --------------------- |
| 1re                   | Ilaria Sanguineti     | Italie                | Valcar PBM                         | 17 pts                |
| 2e                    | Audrey Cordon-Ragot   | France                | Wiggle High5                       | 14 pts                |
| 3e                    | Ellen van Dijk        | Pays-Bas              | Sunweb                             | 11 pts                |
| 4e                    | Giorgia Bronzini      | Italie                | Cylance                            | 10 pts                |
| 5e                    | Rozanne Slik          | Pays-Bas              | FDJ-Nouvelle Aquitaine-Futuroscope | 10 pts                |
| 6e                    | Coryn Rivera          | États-Unis            | Sunweb                             | 9 pts                 |
| 7e                    | Emilia Fahlin         | Suède                 | Wiggle High5                       | 9 pts                 |
| 8e                    | Sarah Roy             | Australie             | Mitchelton-Scott                   | 9 pts                 |
| 9e                    | Charlotte Becker      | Allemagne             | Hitec Products-Birk Sport          | 7 pts                 |
| 10e                   | Lucía González        | Espagne               | Bizkaia-Durango                    | 7 pts                 |

## Liste des participantes
| Légende | Légende                                                                           | Légende | Légende                                                    |
| ------- | --------------------------------------------------------------------------------- | ------- | ---------------------------------------------------------- |
| Num     | Dossard de départ porté par le coureur sur cette La Madrid Challenge by La Vuelta | Pos     | Position à l'arrivée de la course                          |
|         | Indique un maillot de champion national ou mondial, suivi de sa spécialité        | NP      | Indique un coureur qui n'a pas pris le départ de la course |
| AB      | Indique un coureur qui n'a pas terminé la course                                  | HD      | Indique un coureur qui a terminé la course hors des délais |

| Mitchelton-Scott MTS | Mitchelton-Scott MTS           | Mitchelton-Scott MTS |
| -------------------- | ------------------------------ | -------------------- |
| Num                  | Coureur                        | Pos                  |
| 1                    | Jolien D'Hoore (BEL)           | 11e                  |
| 2                    | Jessica Allen (AUS)            | 77e                  |
| 3                    | Gracie Elvin (AUS)             | 33e                  |
| 4                    | Alexandra Manly (AUS)          | AB-2                 |
| 5                    | Sarah Roy (AUS)                | 9e                   |
| 6                    | Georgia Williams (NZL) (route) | 58e                  |

| Sunweb SUN | Sunweb SUN               | Sunweb SUN |
| ---------- | ------------------------ | ---------- |
| Num        | Coureur                  | Pos        |
| 11         | Lucinda Brand (NED)      | 68e        |
| 12         | Leah Kirchmann (CAN)     | 4e         |
| 13         | Liane Lippert (NED)      | 5e         |
| 14         | Pernille Mathiesen (DEN) | 79e        |
| 15         | Coryn Rivera (NED)       | 2e         |
| 16         | Ellen van Dijk (NED)     | 1er        |

| Alé Cipollini ALE | Alé Cipollini ALE         | Alé Cipollini ALE |
| ----------------- | ------------------------- | ----------------- |
| Num               | Coureur                   | Pos               |
| 21                | Chloe Hosking (AUS)       | 35e               |
| 22                | Roxane Knetemann (NED)    | 62e               |
| 23                | Soraya Paladin (ITA)      | 61e               |
| 24                | Daiva Ragazinskiene (LTU) | AB-2              |
| 25                | Karlijn Swinkels (NED)    | AB-2              |
| 26                | Anna Trevisi (ITA)        | AB-2              |

| Wiggle High5 WHT | Wiggle High5 WHT           | Wiggle High5 WHT |
| ---------------- | -------------------------- | ---------------- |
| Num              | Coureur                    | Pos              |
| 31               | Kirsten Wild (NED)         | DSQ-2            |
| 32               | Lisa Brennauer (GER)       | 7e               |
| 33               | Audrey Cordon-Ragot (FRA)  | 3e               |
| 34               | Annette Edmondson (AUS)    | 17e              |
| 35               | Emilia Fahlin (SWE)        | 6e               |
| 36               | Elisa Longo Borghini (ITA) | 8e               |

| Valcar-PBM VAL | Valcar-PBM VAL                  | Valcar-PBM VAL |
| -------------- | ------------------------------- | -------------- |
| Num            | Coureur                         | Pos            |
| 41             | Alessia Vigilia (ITA)           | 69e            |
| 42             | Maria Giulia Confalonieri (ITA) | 27e            |
| 43             | Chiara Consonni (ITA)           | 83e            |
| 44             | Silvia Persico (ITA)            | 82e            |
| 45             | Ilaria Sanguineti (ITA)         | 12e            |
| 46             | Elisa Balsamo (ITA)             | 30e            |

| Movistar MOV | Movistar MOV                      | Movistar MOV |
| ------------ | --------------------------------- | ------------ |
| Num          | Coureur                           | Pos          |
| 51           | Aude Biannic (FRA) (route)        | 28e          |
| 52           | Alicia Gonzalez (ESP)             | 75e          |
| 53           | Malgorzata Jasinska (POL) (route) | 20e          |
| 54           | Lourdes Oyarbide (ESP)            | 29e          |
| 55           | Gloria Rodriguez (ESP)            | 85e          |
| 56           | Alba Teruel (ESP)                 | 81e          |

| BTC City Ljubljana BTC | BTC City Ljubljana BTC        | BTC City Ljubljana BTC |
| ---------------------- | ----------------------------- | ---------------------- |
| Num                    | Coureur                       | Pos                    |
| 61                     | Eugenia Bujak (SLO)           | 13e                    |
| 62                     | Polona Batagelj (SLO) (route) | 10e                    |
| 63                     | Maaike Boogaard (NED)         | 15e                    |
| 64                     | Anastasia Iakovenko (RUS)     | 14e                    |
| 65                     | Corinna Lechner (GER)         | 16e                    |

| Hitec Products HPU | Hitec Products HPU     | Hitec Products HPU |
| ------------------ | ---------------------- | ------------------ |
| Num                | Coureur                | Pos                |
| 71                 | Nina Kessler (NED)     | 78e                |
| 72                 | Charlotte Becker (GER) | 40e                |
| 73                 | Simona Frapporti (ITA) | 50e                |
| 74                 | Ingvild Gåskjenn (NOR) | 49e                |
| 75                 | Julie Solvang (NOR)    | 51e                |

| Cylance CPC | Cylance CPC               | Cylance CPC |
| ----------- | ------------------------- | ----------- |
| Num         | Coureur                   | Pos         |
| 81          | Giorgia Bronzini (ITA)    | 19e         |
| 82          | Jelena Eric (SRB) (route) | 76e         |
| 83          | Rossella Ratto (ITA)      | 54e         |
| 84          | Marta Tagliaferro (ITA)   | 53e         |

| Cogeas-Mettler CGS | Cogeas-Mettler CGS               | Cogeas-Mettler CGS |
| ------------------ | -------------------------------- | ------------------ |
| Num                | Coureur                          | Pos                |
| 91                 | Olga Zabelinskaya (UZB)          | 18e                |
| 92                 | Evgenia Augustinas (RUS)         | AB-2               |
| 93                 | Gulnaz Badykova (RUS)            | 24e                |
| 94                 | Antri Christoforou (CYP) (route) | 23e                |
| 95                 | Mariia Novolodskaia (RUS)        | 22e                |
| 96                 | Yelyzaveta Oshurkova (RUS)       | 86e                |

| FDJ-Nouvelle Aquitaine-Futuroscope FUT | FDJ-Nouvelle Aquitaine-Futuroscope FUT | FDJ-Nouvelle Aquitaine-Futuroscope FUT |
| -------------------------------------- | -------------------------------------- | -------------------------------------- |
| Num                                    | Coureur                                | Pos                                    |
| 101                                    | Roxane Fournier (FRA)                  | 48e                                    |
| 102                                    | Coralie Demay (FRA)                    | 21e                                    |
| 103                                    | Eugénie Duval (FRA)                    | NP-1                                   |
| 104                                    | Lauren Kitchen (AUS)                   | 32e                                    |
| 105                                    | Rozanne Slik (NED)                     | 26e                                    |
| 106                                    | Moniek Tenniglo (NED)                  | 31e                                    |

| Parkhotel Valkenburg-Destil PVD | Parkhotel Valkenburg-Destil PVD | Parkhotel Valkenburg-Destil PVD |
| ------------------------------- | ------------------------------- | ------------------------------- |
| Num                             | Coureur                         | Pos                             |
| 111                             | Lorena Wiebes (NED)             | 34e                             |
| 112                             | Teuntje Beekhuis (NED)          | 38e                             |
| 113                             | Ilona Hoeksma (NED)             | 37e                             |
| 114                             | Marit Raaijmakers (NED)         | 39e                             |
| 115                             | Meike Uiterwijk Winkel (NED)    | 36e                             |
| 116                             | Natalie van Gogh (NED)          | 25e                             |

| Bepink BKP | Bepink BKP              | Bepink BKP |
| ---------- | ----------------------- | ---------- |
| Num        | Coureur                 | Pos        |
| 121        | Nicole Steigenga (NED)  | 73e        |
| 122        | Francesca Pattaro (ITA) | 74e        |
| 123        | Lisa Morzenti (ITA)     | 72e        |
| 124        | Eyerusalem Kelil (ETH)  | 95e        |

| Lotto Soudal LSL | Lotto Soudal LSL             | Lotto Soudal LSL |
| ---------------- | ---------------------------- | ---------------- |
| Num              | Coureur                      | Pos              |
| 131              | Annelies Dom (BEL)           | 52e              |
| 132              | Isabelle Beckers (BEL)       | 90e              |
| 133              | Alana Castrique (BEL)        | 56e              |
| 134              | Chantal Hoffmann (LUX)       | 87e              |
| 135              | Marjolein van't Geloof (NED) | 55e              |

| Doltcini-Van Eyck Sport DVE | Doltcini-Van Eyck Sport DVE     | Doltcini-Van Eyck Sport DVE |
| --------------------------- | ------------------------------- | --------------------------- |
| Num                         | Coureur                         | Pos                         |
| 141                         | Pascale Jeuland-Tranchant (FRA) | 42e                         |
| 142                         | Sarah Inghelbrecht (BEL)        | 43e                         |
| 143                         | Kelly Markus (NED)              | 44e                         |
| 144                         | Daniela Reis (POR) (route)      | 45e                         |
| 145                         | Bryony van Velzen (NED)         | 57e                         |
| 146                         | Saartje Vandenbroucke (BEL)     | 93e                         |

| Bizkaia-Durango BDP | Bizkaia-Durango BDP          | Bizkaia-Durango BDP |
| ------------------- | ---------------------------- | ------------------- |
| Num                 | Coureur                      | Pos                 |
| 151                 | Sandra Alonso (ESP)          | 65e                 |
| 152                 | Danielle Christmas (GBR)     | 60e                 |
| 153                 | Henrietta Colborne (GBR)     | 66e                 |
| 154                 | Ainara Elbusto (ESP)         | 88e                 |
| 155                 | Miriam Gardachal Bozal (ESP) | 96e                 |
| 156                 | Lucia Gonzalez (ESP)         | 63e                 |

| Sopela SWT | Sopela SWT                    | Sopela SWT |
| ---------- | ----------------------------- | ---------- |
| Num        | Coureur                       | Pos        |
| 161        | Yurani Blanco (ESP)           | 92e        |
| 162        | Maria Martins (POR)           | 84e        |
| 163        | Isabel Ferreres Navarro (ESP) | 89e        |
| 164        | Sara Martín (ESP)             | 64e        |
| 165        | Sofía Rodríguez (ESP)         | 67e        |
| 166        | Ariadna Trias (ESP)           | AB-2       |

| WNT-Rotor WNT | WNT-Rotor WNT                 | WNT-Rotor WNT |
| ------------- | ----------------------------- | ------------- |
| Num           | Coureur                       | Pos           |
| 171           | Aafke Soet (NED)              | 46e           |
| 172           | Anna Badegruber (AUT)         | 59e           |
| 173           | Gabrielle Pilote-Fortin (CAN) | 80e           |
| 174           | Winanda Spoor (NED)           | 41e           |
| 175           | Lea Lin Teutenberg (GER)      | 47e           |

| Sélection nationale d'Espagne | Sélection nationale d'Espagne | Sélection nationale d'Espagne |
| ----------------------------- | ----------------------------- | ----------------------------- |
| Num                           | Coureur                       | Pos                           |
| 181                           | Paula Diaz (ESP)              | AB-2                          |
| 182                           | Eukene Larrarte (ESP)         | 71e                           |
| 183                           | Isabel Martin (ESP)           | 94e                           |
| 184                           | Paula Sanmartin (ESP)         | AB-2                          |
| 185                           | Ana Usabiaga (ESP)            | 70e                           |
| 186                           | Irene Usabiaga (ESP)          | 91e                           |